# Puțuri
Puțuri – wieś w Rumunii, w okręgu Dolj, w gminie Castranova. W 2011 roku liczyła 1453 mieszkańców.